# Michael Umaña
Michael Umaña Corrales (nascut el 16 de juliol de 1982 a Santa Anna) és un futbolista de Costa Rica que ha jugat al Deportivo Saprissa i Comunicaciones.